# Ksyloza
Ksyloza (inaczej cukier drzewny, C5H10O5) – węglowodan, monosacharyd wchodzący w skład hemiceluloz w postaci ksylanów.
W temperaturze pokojowej jest to biała substancja krystaliczna, łatwo rozpuszczalna w wodzie, etanolu i benzynie. Znajduje zastosowanie w przemyśle spożywczym jako środek do konserwowania owoców, produkcji lodów i wyrobów cukierniczych.